# Lasiolaena
Lasiolaena, monotipski rod glavočika, dio tribusa Eupatorieae. Postoji 7 vrsta, sve su brazilski endemi iz Bahie

## Opis
Lasiolaena uključuje 6 vrsta koje su porijeklom iz Bahije u Brazilu (King i Robinson 1972; Hind 2000; Roque et al. 2008). Prepoznatljiva je po spiralno umetnutim listovima u kombinaciji s tomentoznim vegetativnim dijelovima i papusom spljoštenih čekinja.
Čini se da je najbliži rođak Lasiolaeni Stylotrichium, drugi rod sa spiralno umetnutim listovima i spljoštenim čekinjama u papusu.

## Vrste
1. Lasiolaena blanchetii (Baker) R.M.King & H.Rob.
2. Lasiolaena carvalhoi D.J.N.Hind
3. Lasiolaena duartei R.M.King & H.Rob.
4. Lasiolaena lychnophorioides Roque, S.C.Ferreira & H.Rob.
5. Lasiolaena morii R.M.King & H.Rob.
6. Lasiolaena pereirae R.M.King & H.Rob.
7. Lasiolaena santosii R.M.King & H.Rob.

## Sinonimi
Nema.